# Brama Sławkowska w Krakowie
Brama Sławkowska (Krawców) – brama w Krakowie wchodząca w skład  fortyfikacji miejskich, wzniesiona na przełomie wieków XIII i XIV. Rozebrana na początku XIX wieku. Była obok Bramy Floriańskiej drugim co do ważności wjazdem do miasta.

## Historia

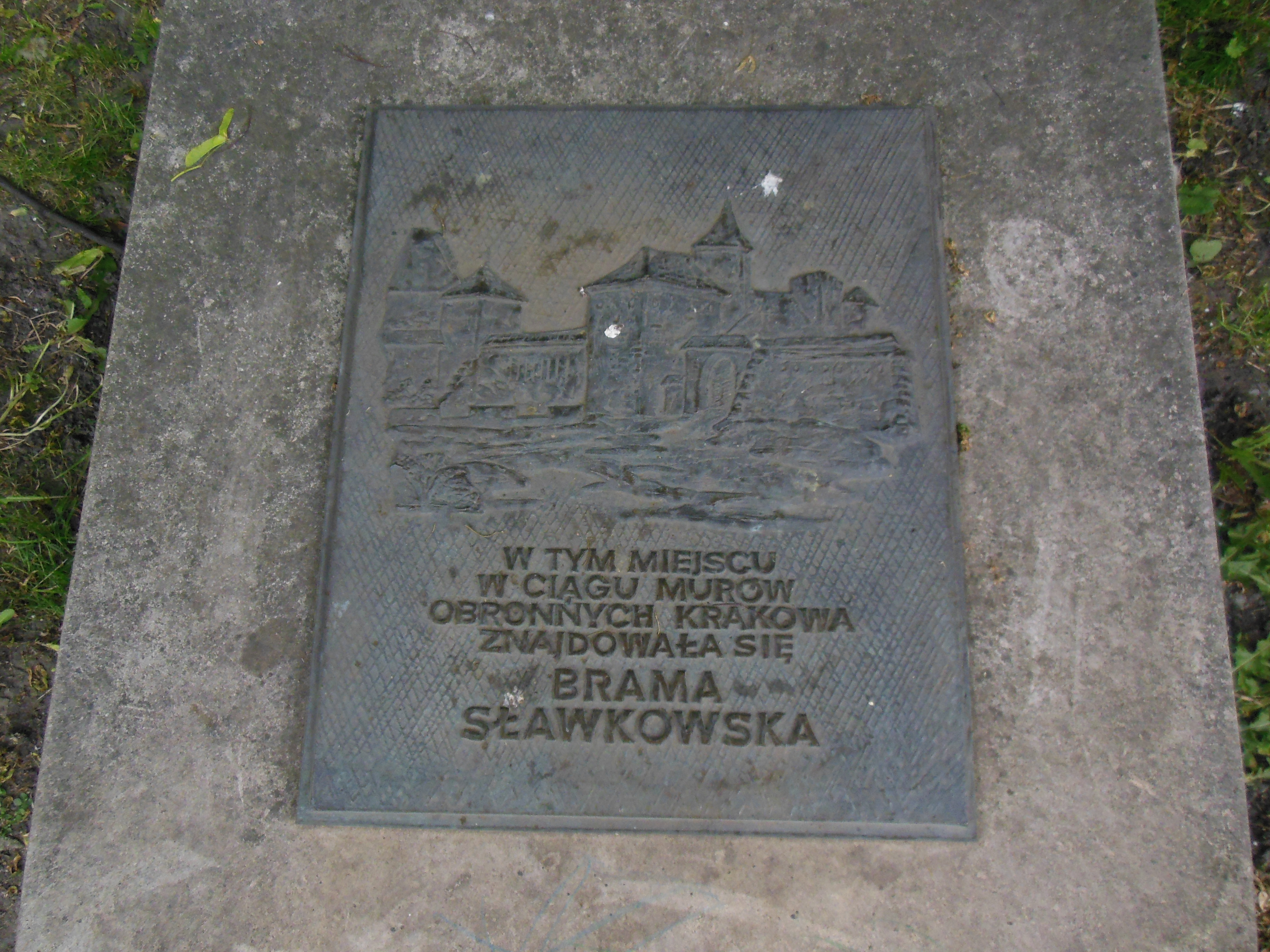
Postument upamiętniający Bramę Sławkowską

Budowa fortyfikacji miejskich rozpoczęła się po lokacji miasta w 1286 roku. Budynek Bramy Sławkowskiej wzniesiony został we wczesnym okresie fortyfikowania miasta na przełomie XIII i XIV wieku. Była jedną z ośmiu krakowskich bram obronnych obok floriańskiej, grodzkiej, wiślnej, mikołajskiej-rzeźniczej (Brama na Gródku), szewskiej, nowej, pobocznej. Brama posiadała szyję z bastionem wychodzącym na przedpole. Nad fosą znajdował się most zwodzony. W wieży bramnej mieszkał rurmistrz, a w XVI wieku znajdował się tam punkt obserwacyjny trębacza. W 1626 roku brama posiadała następujące wyposażenie: 5 hakownic, 4 muszkiety, 8 półhaków. Za obronę bramy odpowiedzialny był cech krawców. Bramę i sąsiadujące z nią baszty rozebrano na początku XIX wieku.